# Skørhat
Skørhat (Russula) er svampeslægt, som tilhører Skørhat-ordenen. Svampene i slægten er mykorrhiza-dannere, og slægten er blandt de artsrigeste i Danmark med mere end 100 danske arter og ca. 750 arter på verdensplan. Skørhatte er oftest relativt store og kraftigt farvede. De kraftige farver og det skøre kød gør dem nemme at genkende. Sporerne er hvidlige til mørkegule. Kan kendes fra de lignende Mælkehatte på fraværet af "mælkesaft", samt at stokken ofte er hvidlig. Flere af de danske arter er gode spisesvampe, mens andre er uspiselige eller giftige.
| Svampe | Spire Denne artikel om svampe er en spire som bør udbygges. Du er velkommen til at hjælpe Wikipedia ved at udvide den. |